# Wilde zwaan
De wilde zwaan (Cygnus cygnus) is een vogel uit de familie van de eendachtigen (Anatidae). De wetenschappelijke naam van de soort werd in 1758 als Anas cygnus gepubliceerd door Carl Linnaeus. In 1803 plaatste Johann Matthäus Bechstein de soort in het geslacht Cygnus.

## Kenmerken
De vogel is volkomen wit, op de snavel en de poten na. De lengte varieert van 140 tot 165 centimeter; de spanwijdte bedraagt 205 tot 275 cm. De soort is verwant aan de trompetzwaan (Cygnus buccinator), die voorkomt in het noorden van Amerika. Het onderscheid met de even grote en ook in Noordwest-Europa voorkomende knobbelzwaan is dat de wilde zwaan een zwarte snavel heeft met een grote gele vlek aan de basis. De gele vlek loopt naar voren uit in een punt, een verschil met de afgeronde en minder ver naar voren doorlopende gele vlek bij de kleinere maar in uiterlijk verder sterk gelijkende kleine zwaan (Cygnus bewickii). De bovenkant van de snavel verloopt recht, zonder de knobbel die de knobbelzwaan heeft. Wilde zwanen zijn schuwer dan de knobbelzwaan, en geven de voorkeur aan een rustige nestelgelegenheid. Ze zijn luidruchtig, zowel tijdens het vliegen als bij de verdediging van hun territorium.

## Voortplanting
Het legsel bestaat meestal uit vier tot zeven crèmewitte eieren, die in ongeveer 36 dagen door het vrouwtje worden uitgebroed. De kuikens zijn grijswit.

## Verspreiding en leefgebied
Deze soort komt voor in Eurazië. Ze broedt in noordelijke natuurgebieden (nooit in stadsparken zoals de knobbelzwaan wel doet). De wilde zwaan is een trekvogel: in de winter trekt ze naar meer zuidelijke gebieden, in Europa en ook in zuidoostelijk China (maar niet naar Afrika).

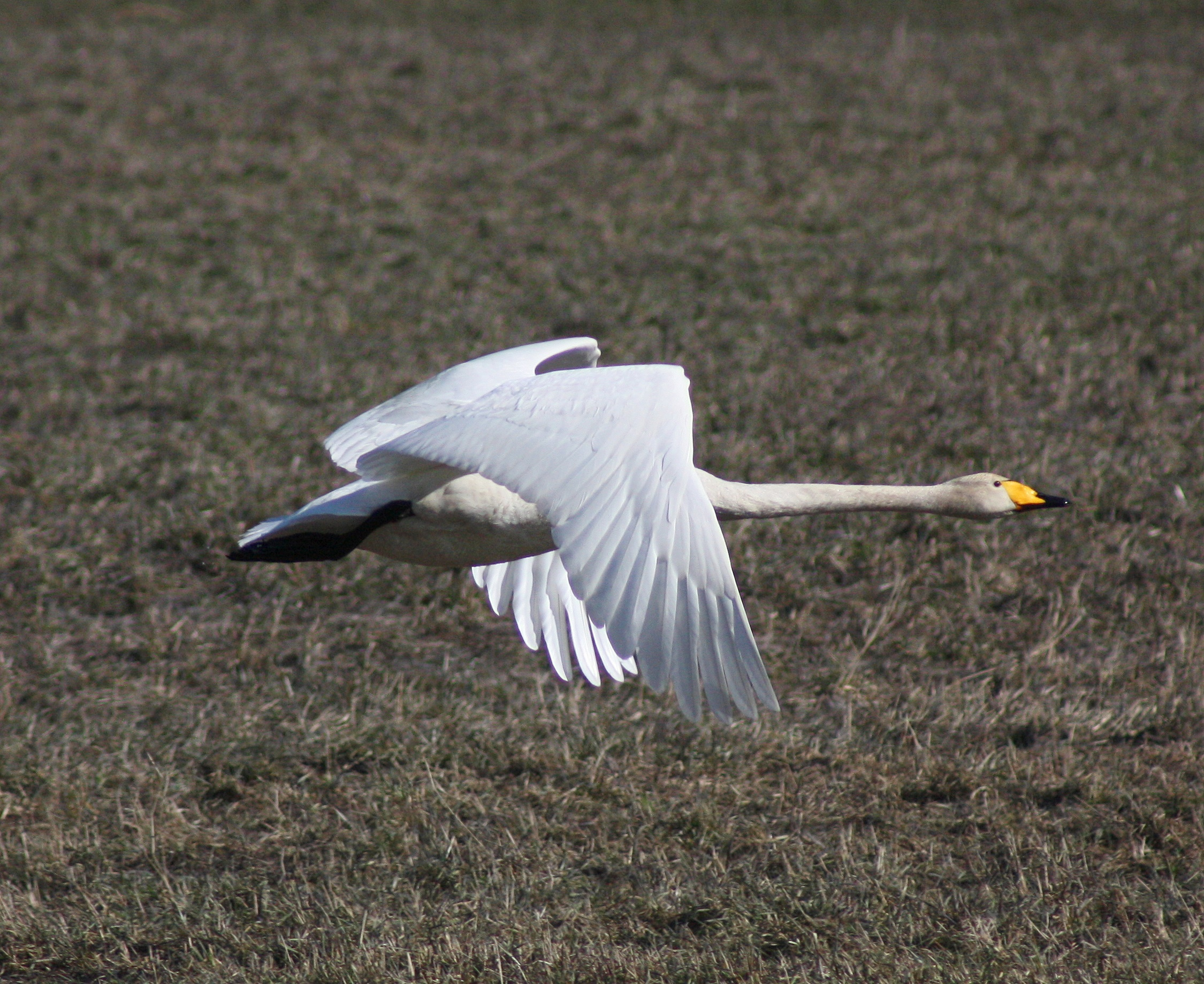
Wilde zwaan in vlucht